# هاموند إينز
هاموند إينز (بالإنجليزية: Hammond Innes)‏ (15 يوليو 1913 في المملكة المتحدة - 10 يونيو 1998، سوفولك في المملكة المتحدة)؛ كاتب، كاتب للأطفال، صحفي وروائي بريطاني.

## روابط خارجية
- هاموند إينز على موقع IMDb (الإنجليزية)
- هاموند إينز على موقع الموسوعة البريطانية (الإنجليزية)
- هاموند إينز على موقع مونزينجر (الألمانية)
- هاموند إينز على موقع قاعدة بيانات الفيلم (الإنجليزية)